# Idontwannabeyouanymore
Idontwannabeyouanymore è un singolo della cantante statunitense Billie Eilish, pubblicato il 21 luglio 2017 come quinto estratto dal primo EP Don't Smile at Me.

## Descrizione
Seconda traccia dell'EP, Idontwannabeyouanymore è un brano R&B.

## Tracce
Testi e musiche di Finneas O'Connell e Billie Eilish O'Connell.
1. Idontwannabeyouanymore – 3:23

## Formazione
- Billie Eilish – voce
- Finneas O'Connell – produzione, ingegneria del suono
- Rob Kinelski – missaggio
- John Greenham – mastering

## Classifiche

### Classifiche settimanali
| Classifica (2018-20) | Posizione massima |
| -------------------- | ----------------- |
| Canada               | 60                |
| Corea del Sud        | 174               |
| Grecia               | 55                |
| Lettonia             | 59                |
| Lituania             | 60                |
| Stati Uniti          | 96                |

### Classifiche di fine anno
| Classifica (2019) | Posizione |
| ----------------- | --------- |
| Corea del Sud     | 180       |
| Portogallo        | 192       |